# Zittaart
Zittaart is een gehucht in de gemeente Meerhout, in de Belgische provincie Antwerpen. Het is gelegen in zuidwesten van de gemeente.

## Geschiedenis
Rond 1600 werd op de Zittaartse schans een kapel gebouwd. Deze dorpsschans is niet meer direct zichtbaar, maar wel nog herkenbaar aan de straatnaam, genaamd de Schans. De parochie van Zittaart werd in 1872 zelfstandig.
Tijdens de Tweede Wereldoorlog stortte op 14 februari 1943 een Brits Wellingtonvliegtuig neer in Zittaart. 

## Bezienswaardigheden
- De Sint-Bavokerk
- De Zittaartse Molen of Haenvense molen
- Het oorlogsmonument De Vleugel waarin het staartstuk van het neergestort Wellingtonvliegtuig is verwerkt. Dit monument staat op een weiland aan De Donken.

## Natuur en landschap
Zittaart ligt in de Antwerpse Kempen op een hoogte van ongeveer 20 meter. Ten oosten van Zittaart loopt de Halfwegloop. Het Albertkanaal bevindt zich ten zuiden van het dorpje.

## Onderwijs
Het gehucht heeft een eigen basisschool en een kleuterschool.

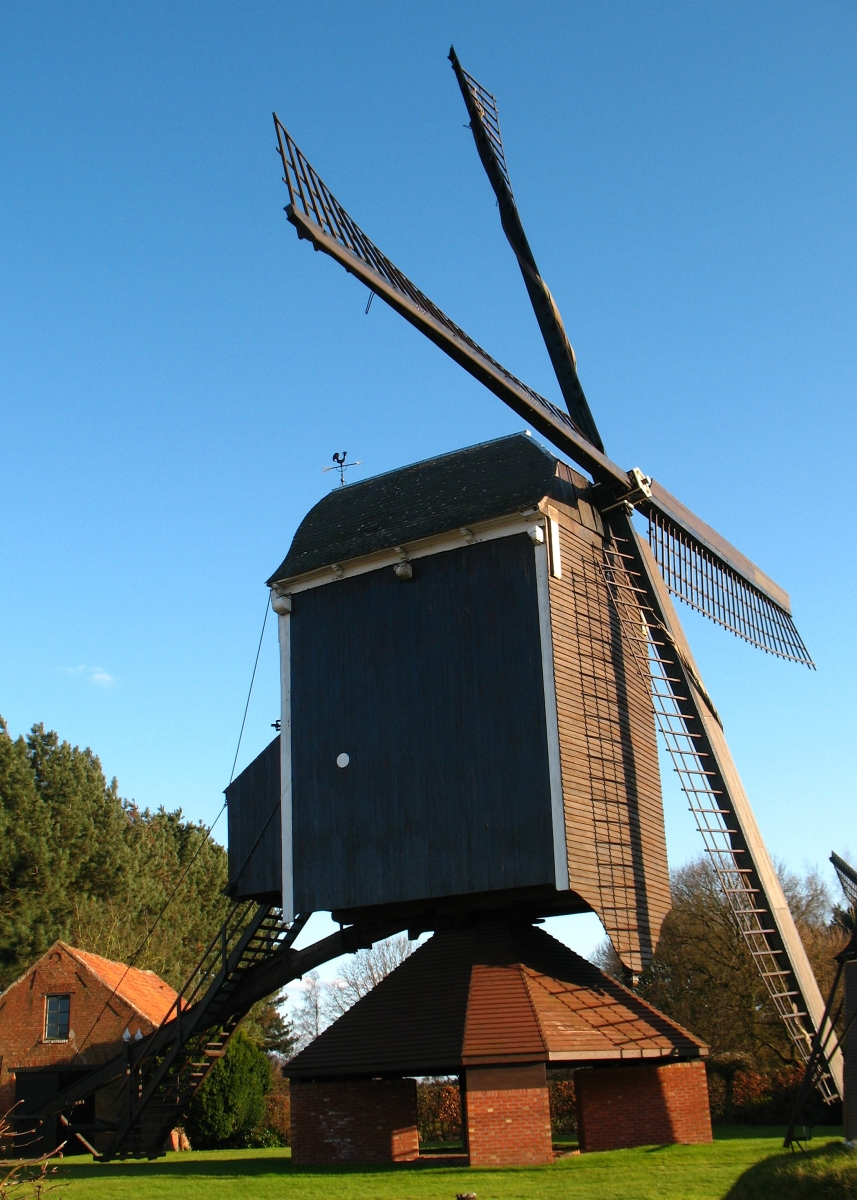
Haenvense Molen

## Nabijgelegen kernen
Meerhout, Winkelomheide, Geel-Centrum, Eindhout, Genendijk